# Ädelreformen
Ädelreformen (vars namn kommer av äldredelegationen, ÄDEL, inrättad 1987) genomfördes i Sverige den 1 januari 1992 och innebar att kommunerna fick ett samlat ansvar för långvarig service,
vård och omsorg för äldre och handikappade och genom detta ta över en del ansvar som tidigare legat på landstingen.
I samband härmed infördes i socialtjänstlagen en skyldighet för kommunerna att inrätta särskilda boendeformer för service och omvårdnad för människor med behov av särskilt stöd. Till de särskilda boendeformerna hör ålderdomshem, servicehus, gruppbostäder och de sjukhem som överfördes från landstingen i samband med reformen. 
Kommunerna fick även ett ansvar för hälso- och sjukvård (exklusive läkarinsatser) samt för enklare handikapphjälpmedel i särskilda boendeformer.
Efter överenskommelse med landstinget har kommunerna även möjlighet att överta ansvaret för hemsjukvård i den enskildes hem. Hittills har cirka hälften av landets kommuner helt eller delvis övertagit detta ansvar.
Genom ädelreformen fick kommunerna dels ett lagreglerat betalningsansvar för sådan somatisk långtidssjukvård som de inte har verksamhetsansvar för (bedrivs av landsting eller enskild vårdgivare), dels ett betalningsansvar för medicinskt färdigbehandlade patienter inom den somatiska akutsjukvården och inom geriatriken. 
Kommunernas betalningsansvar utökades genom psykiatrireformen 1995 som innebar att kommunerna även fick betalningsansvar för de patienter som efter tre månaders sammanhängande vårdtid bedöms vara medicinskt färdigbehandlade inom kvalificerad psykiatrisk vård.

## Motivation
Motivationen bakom äldrereformen var att både skapa ett tydligare ansvar för de äldres vård och samtidigt göra dem mer delaktiga i samhället genom att avinstitutionalisera deras vård och boende.